# Лавиния
Лавиния (лат. Lavinia) — персонаж римской мифологии. По наиболее распространённой версии сказания, дочь Латина, царя Лациума, и Аматы, последняя жена Энея. Будучи невестой местного князя, должна была по желанию отца выйти замуж за троянского выходца, которому родила Сильвия. Лавиния воспета римскими поэтами Вергилием и Овидием.
По другим версиям, Лавиния — это:
- Дочь Фавна, жена Энея[7].
- Дочь Евандра, родившая от Геракла Палланта[8]. У Полибия Лауна.
- Дочь Ания, сопровождавшая троянцев, её именем назван город Лавиний[9]; либо дочь Ания, жена Энея[10].

## В популярной культуре
- Героиня романа Урсулы Ле Гуин «Лавиния» (2008).
- Героиня фильма «Цвет из иных миров» (2019).
- Равнина Лавинии на Венере.
- Героиня романа Булата Окуджавы «Путешествие дилетантов»